# 津田短期大学
座標: 北緯35度29分5秒 東経134度15分31秒 / 北緯35.48472度 東経134.25861度
津田短期大学（つだたんきだいがく）は、鳥取県鳥取市岩倉452-2に本部を置いていた日本の私立大学である。1955年に設置され、1982年に廃止された。大学の略称は津田短大（つだたんだい）。

## 概要
- 学生募集は1980年度まで。津田塾大学や津田学園中学校・高等学校とは別法人。

### 大学全体
- 学校法人津田学院により1955年に設置された[1]日本の私立短期大学。 当初は、英語科のみの1学科体制[2]
- 1964年度以降は、最後まで4つの学科を置き[3]、かつ附属高等学校も有していた。当時の学長は、津田市正。

### 建学の精神（校訓・理念・学是）
- 津田短期大学の教育理念は「学問、技術、自主の学園として、真理と正義を愛し、人間の福祉に貢献しうる女子の教育」となっていた[4]。

### 教育および研究
- 津田短期大学は1927年に創設された英語塾が起源となっていることから、英語教育にはとりわけ力をいれていたようである。

### 学風および特色
- 津田短期大学の学名は創始者である津田善清にちなむ[4]。
- 最終的には女子短大ではあったが、当初は僅かながら男子学生が在籍していた時期もあった[5][6][7]。

## 沿革
- 1927年 大阪市阿倍野区に津田専門学院を創設する[4]。
- 1946年 津田女子専門学院が設置認可される。[8]
- 1955年
  - 2月1日 左記をもって、学校法人津田カレッヂによる短期大学の設置が認可される[9]。
  - 4月1日 左記をもって津田短期大学が以下の通りの内容で開学。
    - 英語科 入学定員50名[10][11]。

  - 津田学院高等学校を津田短期大学附属高等学校と改称[12]。
- 1962年
  - 家政科を新設。学生数 女42名[5]/入学定員40名
  - 英語科の入学定員50名→25名に減員する[13]50名（うち男13）[5]/総定員75名。
- 1963年
  - 栄養科を新設 入学定員 女32[6]/入学定員30[14]
  - 英語科 入学定員25名→20名 学生数42（うち男８）[6] /総定員45名
  - 家政科 入学定員40名→20名 学生数53[6] /総定員60名
- 1964年
  - 保育科を新設[7]。在学者数は女22[15]/入学定員20名
- 1980年 学生募集を最後とする。なお、各学科の学生数[16]/総定員[17]は以下の通りとなっている。
  - 英語科 13/40
  - 家政科 21/40
  - 栄養科 56/60
  - 保育科 34/40
- 1981年 学生募集の停止により[18]、各学科の学生数/総定員を以下の通りに変更。
  - 英語科 -/20
  - 家政科 -/20
  - 栄養科 -/30
  - 保育科 -/20
- 1982年
  - 9月30日 左記をもって正式廃校となる[19]

## 入学試験について
- 1980年度では、国語と英語の試験が課されていた[20]

## 基礎データ

### 所在地
- 鳥取県鳥取市岩倉452-2[注 1]

### 象徴
- 津田短期大学のカレッジマークには「Tsuda」の文字が記されている[4]。

## 教育および研究

### 組織

#### 学科
- 英語科
- 家政科
- 栄養科
- 保育科

#### 専攻科
- なし

#### 別科
- なし

## 取得資格について

### 教職課程
- 中学校教諭二級免許状[4]
  - 英語 英語科にて設置[4]。1955年の設置当初より認可される[21][22]
  - 家庭[4]
    - 家政科[4]
    - 栄養科[4]
- 幼稚園教諭二級免許状：保育科[4]

### 資格
- 栄養士：栄養科[4]

## 大学関係者と組織

### 大学関係者一覧

#### 大学関係者
- 津田市正：開学から閉学まで学長を歴任。法学博士の肩書きをもっていた[4]

#### 出身者
- 松本哲典：『姫紗子』の執筆者[23]。

## 施設
- 大阪市住吉区万代東3丁目あたりに津田短期大学大阪事務所があった[20]

## 対外関係

### 系列校
- 津田短期大学附属高等学校

### 編入学・進学実績
- 近畿大学法学部ほか[23]。

### 附属学校
- 津田短期大学附属高等学校